# Sabra

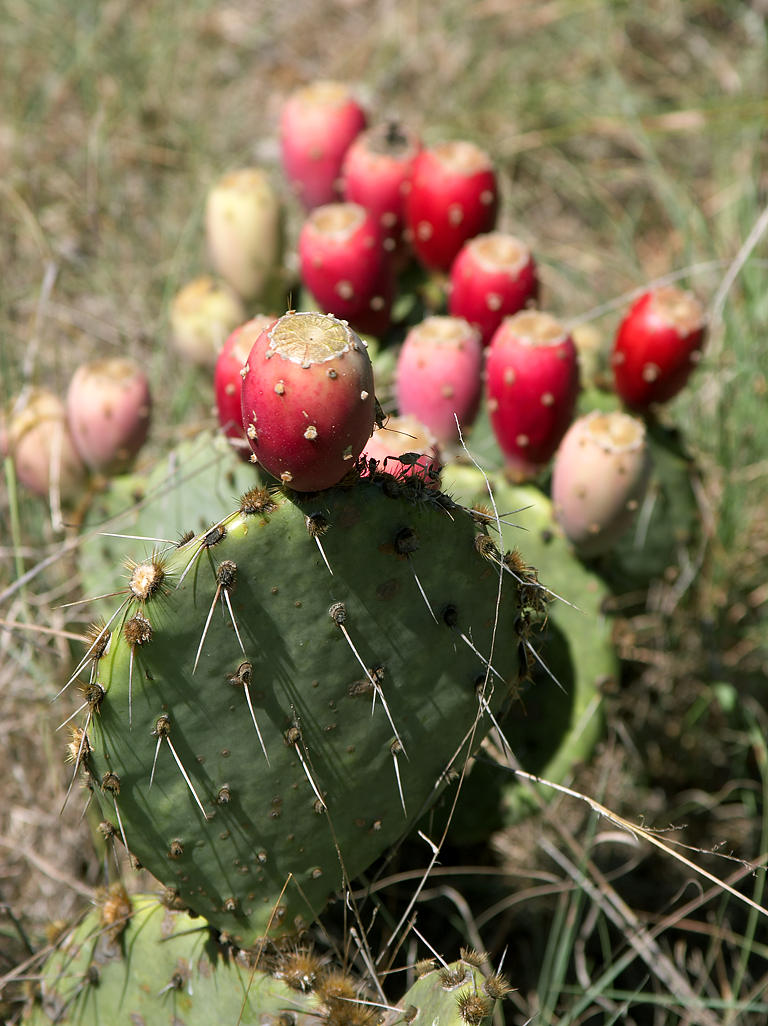
Hojas (nopal) y fruto (tuna) del cactus.

El término sabra (del hebreo צבר, tzabar) designa a las poblaciones judías nacidas antes de 1948 en Israel, conocido en ese entonces como Mandato Británico de Palestina, Tierra de Israel (Eretz Israel) o Tierra Santa y sus descendientes entre la actual población israelí. Por extensión, el término se refiere a todos los nacidos en el Estado de Israel y sus territorios reclamados (actuales Israel, Palestina, Franja de Gaza, Cisjordania y Jerusalén). Algunos también suman los territorios de península del Sinaí y Altos del Golán).
La palabra procede del hebreo tzabar (el nombre del cactus opuntia), en alusión figurada a la tenacidad y carácter espinoso de esta planta del desierto, que esconde un interior tierno y un sabor dulce. El cactus es comparado con los judíos israelíes, que supuestamente son duros por fuera, pero delicados y dulces por dentro.
En 2010, más de 4.000.000 de judíos israelíes (70%) eran sabras, y un porcentaje aún mayor de jóvenes judíos israelíes entraban en esta categoría. En 2015, aproximadamente el 75 % de la población judía de Israel era nativa. En 2020, esto había aumentado aún más al 78%.

## Historia
El término se generalizó en el Yishuv, o población judía de Palestina, en la década de 1930, pero se cree que se usó desde principios del siglo XX, cuando se usaba para referirse a la primera generación de nativos. Judíos nacidos (de habla hebrea) producidos por el movimiento sionista, hijos de los inmigrantes de la Primera Aliyah que comenzó en 1881 en Rumania. Esta generación de nativos se refirió a sí mismos como "etrogim". El término "Tzabar" puede haber sido utilizado por inmigrantes de la Segunda y la Tercera Aliyah, originalmente como un término insultante. El cambio de significado del término, para enfatizar el interior más suave en lugar de la aspereza, fue realizado por el periodista Uri Kesari, quien también era sabra. Kesari publicó un ensayo, "¡Somos las hojas de Sabra!", El 18 de abril de 1931 en el periódico Doar HaYom en el que argumentaba contra la discriminación que los nuevos inmigrantes ejercían contra los nativos. El censo de Palestina de 1931 encontró que de una población judía registrada de 174.610, 73.195 personas (42%) nacieron en Palestina.
Según el sociólogo israelí Oz Almog, que estudió el desarrollo sociológico del término, los primeros destellos de una nueva cultura aparecieron en la época de la Primera Guerra Mundial, cuando los hijos de los inmigrantes de la Primera Aliyah ya mostraban las características tradicionales de sabra. Absalón Feinberg ha sido referido como "el primer sabra". En la década de 1920, esta nueva cultura hebrea estaba emergiendo visiblemente. El término se usó ampliamente en las décadas de 1930 y 1940, y se convirtió cada vez más en un término de prestigio a medida que sabra se convertía en un héroe cultural. En ese momento, ahora había una gran cantidad de judíos nativos en los kibbutzim y moshavim y en las áreas urbanas y, como resultado, floreció la cultura sabra. Almog escribió que "a medida que tomaban forma el arquetipo y el estereotipo de Sabra, los estudiantes de los gimnasios hebreos, los jóvenes de los kibbutzim y moshavim, y los miembros de los movimientos juveniles y Palmach comenzaron a desarrollar una conciencia sobre su singularidad cultural. También produjeron y perfeccionó los símbolos de estatus nativos y un estilo peculiarmente nativo israelí en el idioma, la vestimenta y la cultura colectiva del ocio". También afirmó que la idea de que había surgido una nueva nación hebrea estaba muy extendida entre los jóvenes de Tel Aviv a principios de la década de 1940.
En noviembre de 1948, con la guerra árabe-israelí de 1948 en sus etapas finales, Arthur Koestler publicó un artículo titulado "Israel: la generación nativa" en el que describía a los sabras en comparación con los inmigrantes judíos de Europa y las naciones árabes y musulmanas, a quienes describió. como una "generación perdida", escribiendo que "En su conjunto, estos forman la generación perdida de Israel, una masa amorfa y transitoria que aún carece del carácter de una nación. el primer indicio del perfil futuro de Israel como nación comienza a perfilarse". Afirmó que "En su composición mental, el sabra joven promedio es intrépido hasta el punto de la imprudencia, audaz, extrovertido y poco inclinado hacia, si no abiertamente desdeñoso, actividades intelectuales" y que "La perspectiva del sabra sobre el mundo es más bien provinciano e hiperchovinista. Esto difícilmente podría ser de otra manera en una comunidad pionera pequeña y expuesta que tuvo que defender su existencia física y construir su Estado contra probabilidades casi imposibles. No se puede crear una nación sin nacionalismo". Ese mismo mes, Israel realizó su primer censo tras la independencia. El censo encontró que de una población judía de 716.700, aproximadamente el 35% eran nativos.
Se consideró una influencia importante en la personalidad de Sabra la participación en movimientos juveniles nacionales (como Hanoar Haoved Vehalomed, Hashomer Hatzair y Hatsofim) seguida de la participación universal en el servicio militar para ambos sexos. El término fue utilizado por el movimiento sionista para celebrar el "nuevo judío" que surgió en Tierra Santa. A diferencia del " viejo judío" burgués nacido en la diáspora, el "nuevo judío" era miembro de un kibutz o granjero. El "viejo judío" a menudo hablaba hebreo roto con un fuerte acento, mientras que los sabra hablaban el idioma como lengua materna. A diferencia del "viejo judío" que no luchó por su propia defensa, los Sabra lucharon en los movimientos de resistencia judíos, en el Palmaj y, después del establecimiento de Israel, en las Fuerzas de Defensa de Israel. El prestigio del Sabra aumentó durante la guerra árabe-israelí de 1948. El público israelí, y especialmente la generación anterior, tendía a atribuir los logros de la guerra a los "sabras" del país, mientras minimizaba la parte de los nuevos inmigrantes y otros grupos. Incluso las descripciones de los logros de la Operación Kadesh (1956) enfatizaron la imagen del Sabra.
La gran inmigración a Israel de judíos de países musulmanes durante la década de 1950, la penetración de la cultura occidental y principalmente de la cultura estadounidense, así como los cambios sociales y políticos que se crearon después de la Guerra de los Seis Días y la guerra de Yom Kipur, dieron como resultado un declive. del uso del término después de la década de 1970. Aquellos que nacieron en el país después de la independencia en 1948 se conocieron como "Dor haMedina" (hebreo: דור המדינה), o "Generación del Estado", y han sido descritos en gran medida por los comentaristas culturales como motivados menos por el nacionalismo estridente y/o el socialismo de las generaciones anteriores a la independencia y más por un pragmatismo cultural general y una sensibilidad a la producción cultural de masas de potencias occidentales.
Con el establecimiento del Estado de Israel en mayo de 1948, se produjo una inmigración judía a gran escala desde Europa, Oriente Medio y el norte de África, lo que aumentó considerablemente la población judía. Como resultado, la cantidad de judíos nativos como porcentaje de la población se redujo del 35 % en 1948 al 25 % en 1951. Sin embargo, a medida que la ola de inmigración disminuyó, el porcentaje de la población judía nativa aumentó gradualmente. como nacieron más niños, muchos de inmigrantes que llegaron después de la independencia. El porcentaje de la población judía que nació en el país alcanzó el 33% en 1956, el 38% en 1961 y el 40% en 1965.

## En la cultura
El Sabra recibió una representación artística y simbólica en la forma del personaje ilustrado "Srulik" (que viste pantalones cortos, sandalias y un sombrero Tembel), creado por el dibujante Dosh. Otro de esos personajes es el personaje de la televisión infantil israelí Kishkashta, un cactus antropomórfico parlante; la planta es otro símbolo de la Sabra.
La forma inglesa de la palabra, Sabra, sirvió a los fabricantes israelíes que querían marcar sus productos como productos israelíes reconocibles, que se venden en los mercados extranjeros. Como resultado, se crearon " Licor Sabra " y "Sabra sport" (el modelo deportivo de la "Sussita"). El fabricante de hummus más grande del mundo (a partir de 2009) es una empresa estadounidense llamada Sabra Dipping Company.
En la cultura popular, un episodio de la serie estadounidense Saturday Night Live contenía un boceto titulado "Sabra Price Is Right" con Tom Hanks como presentador invitado. El sketch fue escrito por Robert Smigel y es una parodia de los judíos nacidos en Israel haciendo tratos con personas que creen que este programa es The Price is Right. En el sketch, el personaje de Hanks "Uri Shurinson" y el otro Sabra están estafando a los concursantes, engañándolos para que compren productos de mala calidad (un radio reloj Summit, una "antena parabólica Pinnacle" que es una antena V, un teléfono inalámbrico que es un teléfono de disco, un microondas que es un horno tostador, un reproductor de CD que es una alcancía para niños y un timbre defectuoso del propio programa de juegos) por los que adivinan el precio en lugar de ganarlos. El boceto concluye con un árabe interpretado por Dana Carvey que regatea de la misma manera que los Sabra y en medio de su discusión, todos "discotecan" como concluye el boceto. Un boceto presentado en un episodio anterior de SNL se tituló "Sabra Shopping Network" y también presentaba a Uri (Tom Hanks) y su equipo, esta vez negociando con las personas que llamaban por teléfono a un programa de compras de televisión.
La película de comedia estadounidense You Don't Mess with the Zohan (2008) juega en gran medida con los estereotipos de sabra.
"Marvel Comics" creó una superheroína llamada Sabra (el alter ego de Ruth Bat-Seraph) en la década de 1980, cuyo nombre se basa en el israelí Sabra. En septiembre de 2022, se anunció que la actriz israelí Shira Haas interpretaría a este personaje en la película Captain America: Brave New World (parte del Universo cinematográfico de Marvel) que se estrenaría el 14 de febrero de 2025.

## En la política
El primer sabra en ejercer los poderes del cargo de Primer ministro de Israel fue Igal Alón, quien se desempeñó como primer ministro interino de febrero a marzo de 1969; nació en Kfar Tavor. El primer sabra en servir como primer ministro en lugar de primer ministro interino fue Isaac Rabin, quien ocupó el cargo por primera vez entre 1974 y 1977 y luego nuevamente entre 1992 y 1995. Desde que Rabin asumió el cargo por primera vez, ha habido otros cuatro Primeros Ministros sabra: el actual primer ministro Benjamín Netanyahu es el primer primer ministro sabra nacido en el estado moderno después de la Declaración de independencia de Israel en 1948; asumió el cargo por primera vez en 1996, antes de dejar el cargo en 1999 y regresar en 2009. Además, Ehud Barak, Ariel Sharón y Ehud Ólmert nacieron en lo que ahora es el territorio del Estado de Israel durante el período del Mandato.
El primer sabra que llegó a ser Presidente de Israel fue Yitzjak Navón, quien nació en Jerusalén. La primera sabra nacida después de la declaración de independencia de Israel, que ejerció los poderes del cargo de presidente de Israel, fue Dalia Itzik. El primer sabra nacido después de la declaración de independencia de Israel, que fue nombrado presidente de Israel en lugar de presidente interino, es el actual Isaac Herzog. También es el primer hijo de un expresidente israelí en convertirse también en presidente.

### Líderes de la Generación de la Estadidad
Además de ser Netanyahu el primero de la Generación de la Estadidad en servir como primer ministro, Avraham Burg, presidente de la Knéset de 1999 a 2003, también fue el primer Portavoz nacido en el estado moderno desde 1948. El primero de la Estadidad La generación para servir como presidente interino fue Dalia Itzik y para servir como presidente actual es Isaac Herzog. Naftalí Bennett y Yair Lapid, ex primeros ministros, también nacieron en el estado moderno.